# MAN TGX
MAN TGX — крупнотоннажный грузовой автомобиль, выпускаемый компанией MAN с 2007 года. В 2008 и 2021 годах автомобиль получил премию "Грузовик года".

## Первое поколение (2007—2020)
В 2007 году в Амстердаме представили MAN TGX для международных и внутренних перевозок на дальние расстояния. Он комплектуется одной из трёх кабин (XL, XLX или XXL). По сравнению с серией TGA коэффициент лобового сопротивления у TGX ниже на 4 %.
В ряде TGX кроме 6-цилиндровых моторов (от 360 до 540 л. с.) была V-образная «восьмёрка» мощностью 680 л. с., причём последний мотор имеет два исполнения: для магистральных тягачей с крутящим моментом 2700 Н*м и 3000 Н*м — для перевозки тяжёлых грузов в составе автопоезда полной массой до 250 тонн. В моторах, отвечающих требованиям Евро-4, выполнение норм достигается применением системы EGR совместно с сажевыми фильтрами. Выполнение норм Евро-5 обеспечивается с помощью системы SCR, использующей реагент AdBlue. Коробки передач: 16-ступенчатые механические ZF либо 12-ступенчатые TipMatic. Для автомобилей, работающих в коммунальном хозяйстве и на стройплощадках, может быть предложен обычный 6-ступенчатый автомат.
В 2010 году MAN представил сверхэкономичную версию TGX EfficientLine с кабиной XLX, которая могла сэкономить до 3 л/100 км.
| Двигатели                  | Двигатели  | Двигатели                      | Двигатели                                | Двигатели                   | Двигатели |
| -------------------------- | ---------- | ------------------------------ | ---------------------------------------- | --------------------------- | --------- |
| Р6 (D2066; Евро-4—Евро-5): |            |                                |                                          |                             |           |
| TGX 18.360                 | 10,520 см³ | Common-Rail III                | 265 кВт (360 л. с.) при 1500–1900 об/мин | 1800 Н*м (1000–1400 об/мин) |           |
| TGX 18.400                 | 10,520 см³ | Common-Rail III                | 294 кВт (400 л. с.) при 1500–1900 об/мин | 1900 Н*м (1000–1400 об/мин) |           |
| TGX 18.440                 | 10,520 см³ | Common-Rail III                | 324 кВт (440 л. с.) при 1500–1900 об/мин | 2100 Н*м (1000–1400 об/мин) |           |
| Р6 (D2676; Евро-4—Евро-5): |            |                                |                                          |                             |           |
| TGX 18.480                 | 12,400 см³ | Common-Rail III                | 353 кВт (480 л. с.) при 1900 об/мин      | 2300 Н*м (1050–1400 об/мин) |           |
| Р6 (D2676; Евро-5):        |            |                                |                                          |                             |           |
| TGX 18.540                 | 12,400 см³ | Common-Rail III                | 397 кВт (540 л. с.) при 1900 об/мин      | 2500 Н*м (1050–1350 об/мин) |           |
| V8 (D2868; Евро-5):        |            |                                |                                          |                             |           |
| TGX 18.680 V8              | 16,200 см³ | Common-Rail III + 2 Turbolader | 500 кВт (680 л. с.) при 1900 об/мин      | 3000 Н*м (1000–1400 об/мин) |           |
| TGX 41.680 V8              | 16,200 см³ | Common-Rail III + 2 Turbolader | 500 кВт (680 л. с.) при 1900 об/мин      | 2700 Н*м (1000–1700 об/мин) |           |

В 2012 году семейство MAN TGX обновили. Передняя часть грузовиков TGX и TGS была полностью обновлена и получила современный вид. Логотип компании сохранился на радиаторной решётке. Сочетание новой динамической решётки радиатора с широкими боковыми дефлекторами помогло создать совершенно другой образ автомобиля, подчеркнув эволюцию моделей TGX и TGS. Смена дизайна пространства под стеклом призвана улучшить обзорность с места водителя и эффективность работы стеклоочистителей. Эта пластиковая планка под стеклом окрашена в чёрный цвет для зрительного увеличения лобового стекла. Это привело к зрительным изменениям пропорций передней части грузового автомобиля.
Автомобиль соответствует нормам стандарта Евро-6 — улучшилась аэродинамика и поступление воздуха к радиатору. Широкие боковые дефлекторы с воздушным каналом оптимизируют воздушные потоки по бокам кабины. Воздухозаборники в передней части были увеличены для повышения эффективности охлаждения двигателя. Воздушные каналы в решётке радиатора были оптимизированы для улучшения аэродинамических свойств нижней части грузовиков. Общее улучшение аэродинамики необходимо для снижения расхода топлива и соответствия нормам Евро-6. Часть деталей улучшили для улучшения эксплуатационных свойств автомобиля. Изменённое положение стеклоочистителей позволит снизить снежные и ледяные наросты на них при эксплуатации в зимний период.
Другие нововведения TGX и TGS — перекомпоновка элементов грузовика, установленных на раме. Для достижения норм Евро-6 компания MAN пошла теми же путями, что и другие производители — объединила систему рециркуляции выхлопных газов EGR и систему нейтрализации выхлопных газов SCRT. MAN использовал ключевые элементы, необходимые для Евро-6. Новые двигатели Евро-6 оснащаются турбонаддувом с первичным и промежуточным охлаждением нагнетаемого воздуха. Оба турбонаддува объединены в один компактный модуль. Каждая ступень оснащена собственным отводом выхлопных газов. Это позволяет контролировать давление наддува и распределение нагрузки между двумя турбинами для того, чтобы использовать энергию выхлопных газов более эффективно.
В 2016 году на IAA MAN было представлено третье поколение экономичных грузовиков EfficientLine 3, которые получили "умный" круиз-контроль EfficientCruise, оптимизированные двигатель и коробку передач. Такая версия на 6,35 % экономичнее, чем EfficientLine 2.
| Двигатели           | Двигатели  | Двигатели   | Двигатели           | Двигатели | Двигатели |
| ------------------- | ---------- | ----------- | ------------------- | --------- | --------- |
| Р6 (D2066; Евро-6): |            |             |                     |           |           |
| TGX 18.360          | 10,520 см³ | Common-Rail | 265 кВт (360 л. с.) | 1800 Н*м  |           |
| Р6 (D2676; Евро-6): |            |             |                     |           |           |
| TGX 18.400          | 12,400 см³ | Common-Rail | 294 кВт (400 л. с.) | 1900 Н*м  |           |
| TGX 18.440          | 12,400 см³ | Common-Rail | 324 кВт (440 л. с.) | 2100 Н*м  |           |
| TGX 18.480          | 12,400 см³ | Common-Rail | 353 кВт (480 л. с.) | 2300 Н*м  |           |
| P6 (D3876; Евро-6): |            |             |                     |           |           |
| TGX 18.520          | 15,200 см³ | Common-Rail | 382 кВт (520 л. с.) | 2500 Н*м  |           |
| TGX 18.560          | 15,200 см³ | Common-Rail | 412 кВт (560 л. с.) | 2700 Н*м  |           |
| TGX 18.640          | 15,200 см³ | Common-Rail | 471 кВт (640 л. с.) | 3000 Н*м  |           |

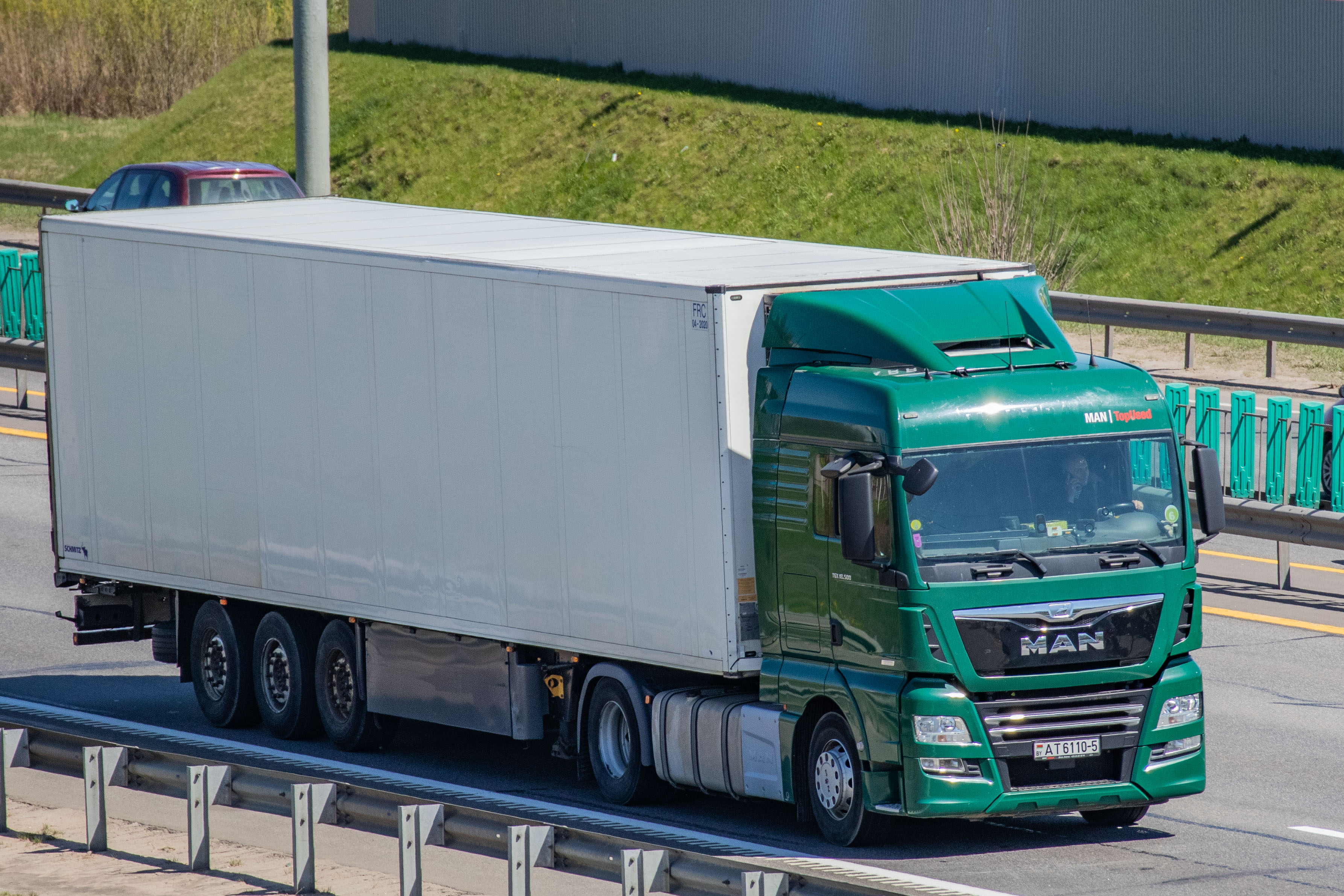
MAN TGX 18.500

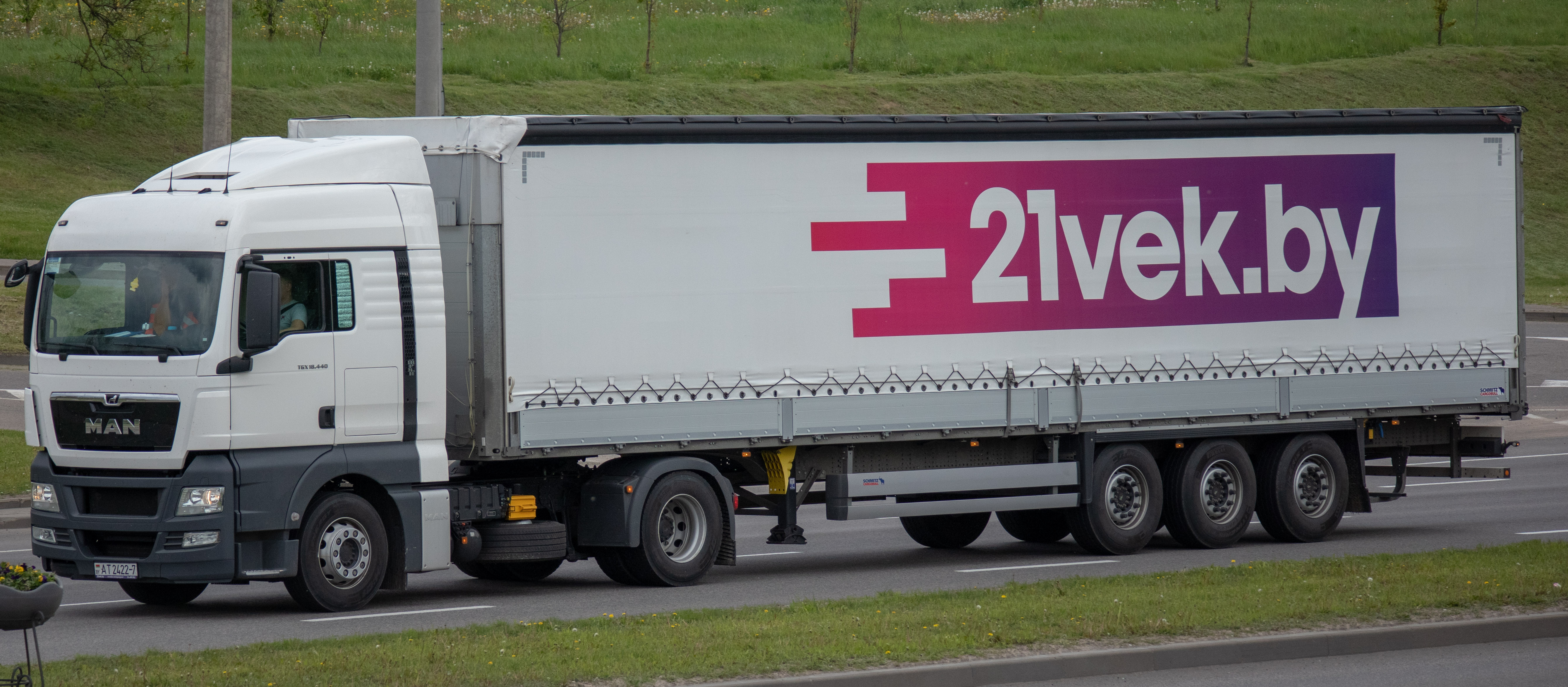
MAN TGX 18.440

На IAA 2016 года MAN Truck & Bus показал обновлённые грузовые автомобили серии TG. MAN TGX и TGS получили визуально переработанные и оптимизированные воздухозаборники. Интерьеры всех новых моделей теперь отличаются особой тёплой цветовой гаммой, новыми материалами и сиденьями.
Одной из главных целей работы над обновлением экстерьера было повысить видимость логотипа компании. И дизайнерам удалось этого добиться, сменив подножку с хромированной на чёрную, для создания контраста между фоном и логотипом.
Двигатель MAN D38 предлагается в версиях 540 и 580 л. с. для установки на MAN TGX. Этот силовой агрегат использует третье поколение системы common rail, которая впрыскивает топливо в цилиндры под давлением 2500 бар. Ключевым элементом достижения высоких показателей отдачи двигателей при низких оборотах являются два турбонагнетателя, соединённые последовательно. Меньшая турбина высокого давления убирает вибрацию на низких оборотах, тогда как большая турбина низкого давления вступает в работу при средних и высоких оборотах. Такое решение позволяет добиться практически горизонтальной планки крутящего момента на оборотах между 900 и 1400 об/мин.
Другой силовой агрегат MAN D26 стал более мощным и эффективным. Теперь он доступен в вариантах 420, 460 и 500 л. с. (на 20 л. с. и на 200 Н*м больше в любом виде). Как и D38, D26 оснащён всеми современными технологиями и решениями для снижения расхода топлива. Все двигатели соответствуют стандарту Евро-6с.

## Второе поколение (2020 — настоящее время)
10 февраля 2020 года в испанском Бильбао дебютировало новое поколение с полностью новой кабиной типа G шириной 2,44 м. Здесь три варианта по высоте — низкая GN (с внутренней высотой 1,57 м), средняя GM (1,87 м) и высокая — GX (2,07 м).
Грузовой автомобиль комплектуется двигателями 9 л серии D15 мощностью 330, 360 и 400 л. с. (от 1600 до 1800 Н*м), 12,4 л серии D26 430, 470 и 510 л. с. (2200, 2400 и 2600 Н*м соответственно) и 15,2 л серии D38 от 540, 580 и 640 л. с. Все двигатели соответствуют стандарту Евро-6d.
Через год дебютирует семейство двигателей Traton Global 13 л.